# Gabinete de Colombia
El Gabinete de la República de Colombia está compuesto por los principales cargos del Poder ejecutivo del Gobierno Colombiano, encabezado por el Presidente de la República, seguido del Vicepresidente, los 19 Ministerios y los 6 Departamentos Administrativos, cuyos Ministros y Directores son nombrados por el Presidente de la República.
Según el artículo 203 de la Constitución Política de Colombia, en caso de ausencia del Presidente, el cargo será asumido por el vicepresidente, y luego, de manera temporal hasta que el Congreso se reúna, por un ministro de acuerdo con su orden de precedencia, siempre y cuando sean del mismo partido.
Los ministros y los directores de departamentos administrativos son los jefes de la administración en su respectiva dependencia. Bajo la dirección del Presidente de la República, les corresponde formular las políticas atinentes a su despacho, dirigir la actividad administrativa y ejecutar la ley.

## Presidente, Vicepresidente y Ministros
A continuación se muestra el gabinete actual con 19 ministros encabezado por el Presidente de la República Gustavo Petro Urrego, en su respectiva denominación, orden y precedencia.
| Cargo                                                        | Imagen | Titular                                     | Inicio de funciones                      | Partido o movimiento político |
| ------------------------------------------------------------ | ------ | ------------------------------------------- | ---------------------------------------- | ----------------------------- |
| ← Gobierno de Gustavo Petro → (desde el 7 de agosto de 2022) |        |                                             |                                          |                               |
| Presidente de Colombia                                       |        | Gustavo Petro Economista                    | Desde el 7 de agosto de 2022             | Colombia Humana               |
| Vicepresidente de Colombia                                   |        | Francia Márquez Abogada                     | Desde el 7 de agosto de 2022             | Soy Porque Somos              |
| Ministro del Interior                                        |        | Armando Benedetti Comunicador               | Desde el 27 de febrero de 2025           | Partido de la U               |
| Ministra de Relaciones Exteriores                            |        | Rosa Villavicencio Economista               | Desde el 9 de julio de 2025              | Colombia Humana               |
| Ministro de Hacienda y Crédito Público                       |        | Germán Ávila Plazas Economista              | Desde marzo de 2025                      | Colombia Humana               |
| Ministra de Justicia y del Derecho                           |        | Luis Eduardo Montealegre Abogado            | Desde el 19 de junio de 2025             | Independiente                 |
| Ministro de Defensa Nacional                                 |        | Pedro Sánchez Administrador de Empresas     | Desde el 19 de febrero de 2025           | Independiente                 |
| Ministra de Agricultura y Desarrollo Rural                   |        | Martha Carvajalino Abogada                  | Desde el 8 de julio de 2024              | Independiente                 |
| Ministro de Salud y Protección Social                        |        | Guillermo Jaramillo Médico                  | Desde el 1 de mayo de 2023               | Colombia Humana               |
| Ministro del Trabajo                                         |        | Antonio Sanguino Sociólogo                  | Desde el 18 de febrero de 2025           | Alianza Verde                 |
| Ministro de Minas y Energía                                  |        | Edwin Palma Egea Abogado                    | Desde el 27 de febrero de 2025           | Independiente                 |
| Ministro de Comercio, Industria y Turismo                    |        | Diana Marcela Morales Abogada               | Desde el 4 de junio de 2025              | Partido Liberal Colombiano    |
| Ministro de Educación Nacional                               |        | Daniel Rojas Economista                     | Desde el 9 de julio de 2024              | Colombia Humana               |
| Ministra de Ambiente y Desarrollo Sostenible                 |        | Irene Vélez Torres (e) Filósofa             | Desde el 5 de agosto de 2025 (encargada) | Pacto Histórico               |
| Ministra de Vivienda, Ciudad y Territorio                    |        | Helga Rivas Arquitecta                      | Desde el 8 de julio de 2024              | Colombia Humana               |
| Ministro de Tecnologías de la Información y Comunicaciones   |        | Julián Molina Gómez Abogado                 | Desde el 27 de enero de 2025             | Partido de la U               |
| Ministra de Transporte                                       |        | María Fernanda Rojas Mantilla Abogada       | Desde el 18 de febrero de 2025           | Alianza Verde                 |
| Ministra de las Culturas, las Artes y los Saberes            |        | Yannai Kadamani Fonrodona Maestra en Danzas | Desde el 5 de febrero de 2025            | Independiente                 |
| Ministra del Deporte                                         |        | Patricia Duque Administradora               | 5 de marzo de 2024                       | Conservador                   |
| Ministra de Ciencia, Tecnología e Innovación                 |        | Yesenia Olaya Socióloga                     | Desde el 1 de mayo de 2023               | Independiente                 |
| Ministro de Igualdad y Equidad                               |        | Juan Carlos Florián Politólogo              | Desde el 5 de agosto de 2025             | Colombia Humana               |

## Departamentos Administrativos
Los Departamentos Administrativos son organismos de la administración nacional central encargados de dirigir y ejecutar un servicio público de asistencia técnica administrativa o auxiliar para los demás organismos del ejecutivo. Tienen como objetivos primordiales la formulación y adopción de las políticas, planes generales, programas y proyectos del Sector Administrativo que dirigen.
A continuación se muestran todos los Departamentos Administrativos actuales con sus respectivos directores.
| ← Gobierno de Gustavo Petro → (desde el 7 de agosto de 2022)         |                                         |        |                                            |                          |                               |
| Departamento                                                         | Cargo                                   | Imagen | Titular                                    | Inicio de funciones      | Partido o movimiento político |
| Departamento Administrativo de la Presidencia de la República        | Directora del DAPRE                     |        | Angie Rodríguez Fajardo (e) Administradora | 6 de febrero de 2025     | Ind.                          |
| Departamento Nacional de Planeación (DNP)                            | Director Nacional de Planeación         |        | Natalia Irene Molina Posso Economista      | 23 de mayo de 2025       | Colombia Humana               |
| Departamento Administrativo para la Prosperidad Social (DPS)         | Director general de Prosperidad Social  |        | Mauricio Rodríguez Amaya                   | 10 de julio de 2025      | [ 6 ]                         |
| Departamento Administrativo Nacional de Estadística (DANE)           | Directora general del DANE              |        | Beatriz Urdinola Economista                | 13 de septiembre de 2022 | Independiente                 |
| Departamento Administrativo Dirección Nacional de Inteligencia (DNI) | Director Nacional de Inteligencia       |        | Jorge Lemus Abogado                        | 26 de julio de 2024      | Colombia Humana               |
| Departamento Administrativo de la Función Pública (DAFP)             | Directora general de la Función Pública |        | Mariela Barragán Abogada                   | 5 de julio de 2025       | [ 7 ]                         |

### Departamento Administrativo de la Presidencia
El Decreto 1784 del año 2019 establece que corresponde al Departamento Administrativo de la Presidencia (DAPRE) asistir al Presidente de la República en su calidad de jefe de Estado, jefe de Gobierno y Suprema Autoridad Administrativa en el ejercicio de sus funciones constitucionales y legales y prestarle el apoyo administrativo necesario para dicho fin. La Dirección del DAPRE está a cargo del Jefe de Gabinete y del Director del Departamento, estos a su vez asistirán de manera permanente al Consejo de Ministros..
El presidente Petro redujo el número de consejerías por considerar que las que se habían venido creando en pasadas administraciones eran «un gasto suntuoso e innecesario».
A continuación, se muestran los despachos del Jefe de Gabinete y del Director del Departamento con sus respectivas dependencias y actuales funcionarios. 
| ← Gobierno de Gustavo Petro → (desde el 7 de agosto de 2022) |                                                                                         |        |                                                                                |                         |                               |
| Dependencia                                                  | Cargo                                                                                   | Imagen | Titular                                                                        | Inicio de funciones     | Partido o movimiento político |
| Secretaría Jurídica                                          | Secretaria Jurídica de la Presidencia                                                   |        | Augusto Alfonso Ocampo Camacho                                                 | 25 de abril de 2025     | Colombia Humana               |
| Jefatura de Despacho Presidencial                            | Jefe de Despacho Presidencial                                                           |        | Alfredo Saade Abogado                                                          | 20 de junio de 2025     | Colombia Humana               |
| Jefatura de Despacho Presidencial                            | Jefe de Casa Militar                                                                    |        | CR. Hair Ardila Profesional en Ciencias Militares                              |                         | Apolítico                     |
| Jefatura de Despacho Presidencial                            | Jefe para la Protección Presidencial                                                    |        | MG. (R) Humberto Guatibonza Administrador Policial y Administrador de Empresas | 3 de mayo de 2025       | Apolítico                     |
| Jefatura de Despacho Presidencial                            | Secretario para las Comunicaciones y Prensa                                             |        | Gerardo Augusto Cubides Cuadrado Comunicador Social y Periodista               | 28 de abril de 2025     | Independiente                 |
| Jefatura de Despacho Presidencial                            | Consejera Presidencial para las Regiones                                                |        | Luz María Múnera Administradora Pública Territorial                            | Mayo de 2024            | Polo Alternativo              |
| Despacho de la Dirección del DAPRE                           | Consejera Presidencial para la Reconciliación Nacional                                  |        | Luz Karime Fernandez Castillo Abogada                                          | Abril de 2024           | Independiente                 |
| Despacho de la Dirección del DAPRE                           | Consejera Presidencial para los Derechos Humanos y el Derecho Internacional Humanitario |        | Lourdes Castro Abogada                                                         | 3 de octubre de 2023    | Independiente                 |
| Despacho de la Dirección del DAPRE                           | Consejero Comisionado para la Paz                                                       |        | Otty Patiño Politólogo                                                         | 22 de noviembre de 2023 | Independiente                 |
| Despacho de la Dirección del DAPRE                           | Directora de la Unidad de Cumplimiento                                                  |        | María Fernanda Gaitán Administradora de Empresas                               | 23 de enero de 2023     | Independiente                 |
| Despacho de la Dirección del DAPRE                           | Secretario de Transparencia                                                             |        | Roberto Idárraga Abogado                                                       | 1 de septiembre de 2022 | Independiente                 |